# Norrbomia nitidifrons
Norrbomia nitidifrons är en tvåvingeart som först beskrevs av Oswald Duda 1923.  Norrbomia nitidifrons ingår i släktet Norrbomia och familjen hoppflugor. Inga underarter finns listade i Catalogue of Life.